# Станіслав Левандовський

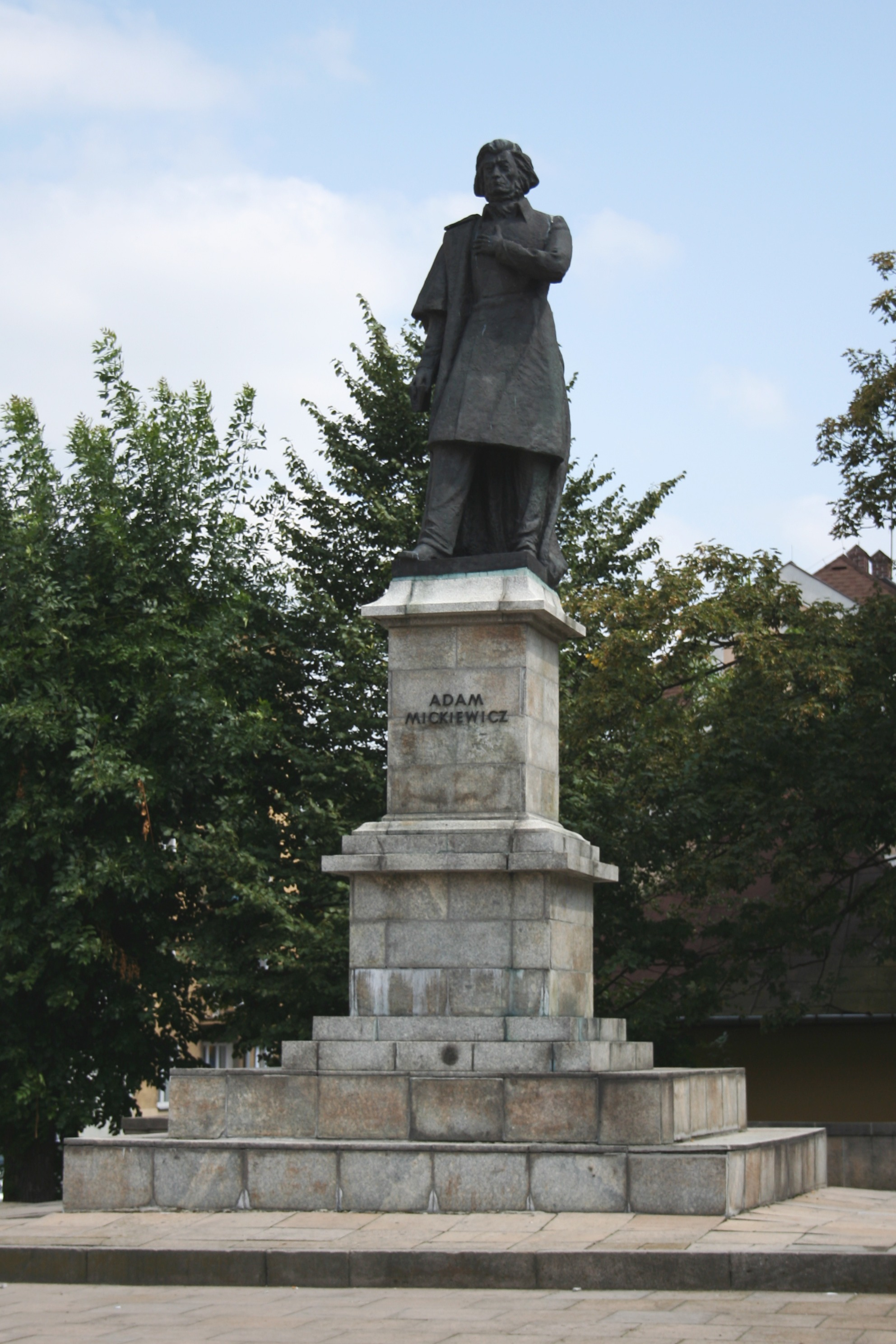
Пам'ятник Адаму Міцкевичу в Ряшеві (1892)

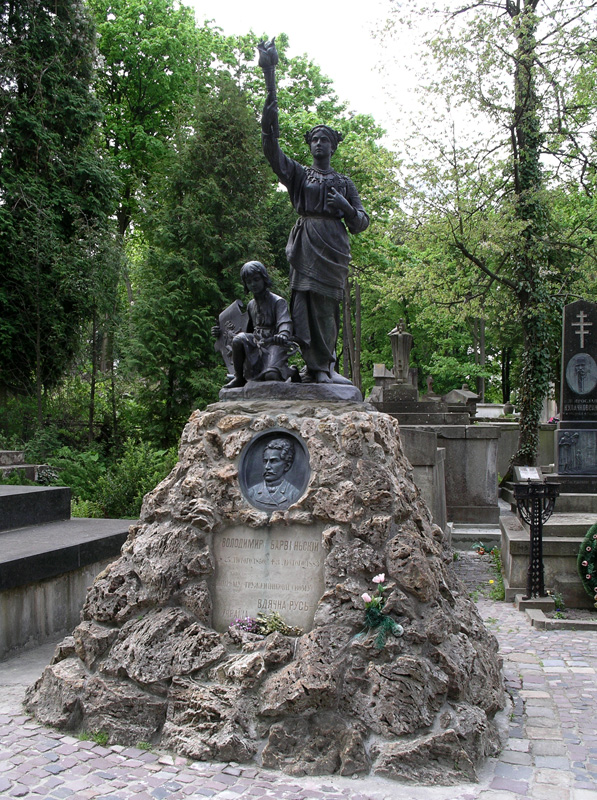
Пам'ятник Володимиру Барвінському (1892)

Станісла́в Рома́н Левандо́вський (пол. Stanisław Roman Lewandowski; 22 лютого 1857, Котліни — 3 лютого 1940, Варшава) — польський скульптор, реставратор.

## Біографія
Народився в селі Котліни поблизу міста Пьотркув-Куявський в сім'ї інженера Людвіка Левандовського і Антоніни з Амброжевичів. Закінчив середню школу в Кракові. У молодості спробував себе в багатьох професіях і заняттях. У Львові вивчав медицину, грав у мандрівному українському театрі, співав в опереті, працював у торгівлі. У 1879—1882 роках навчався у Краківській школі мистецтв у Валерія Гадомського. У 1883—1887 роках у Віденській академії мистецтв в Едмунда фон Гелльмера (Edmund Hellmer) і в Спеціальній школі Карла Кундмана. За свої роботи двічі отримував золоту медаль Віденської академії. У 1890—1894 роках мав власну майстерню у Львові на нинішній вулиці Степана Бандери, 9, а пізніше і на Січових Стрільців, 10. Викладав рисунок і скульптуру в приватній школі Марцелія Гарасимовича. Брав активну участь у діяльності львівських товариств — каменярського, мулярського і скульптурного. 1894 року виїхав до Відня. У 1924-1925 роках проживав у Варшаві, працюючи головним медальєром Національного монетного двору. 1925—1932 роки провів у Відні, потім оселився у Варшаві де працював реставратором колекції творів образотворчого мистецтва в Королівському замку. Помер 1940 року у Варшаві.
Тяжів у творчості до кінця XIX ст. до академізму. Одночасно в інших роботах — до необароко і неорококо. Після 1900 року перейшов до сецесійної стилістики, а після 1910-х знову звернувся до форм дещо модернізованого класицизму.

## Відомі роботи
- Бронзова статуя «Смерть Вайделоти» відзначена золотою медаллю Віденської академії мистецтв (1885, Відень).
- Великий гіпсовий рельєф «Тетія, що просить Юпітера за Ахілла», відзначений золотою медаллю Віденської академії мистецтв (1886, Відень).
- Бронзова статуетка «Запорожець» (1886, Національний музей у Кракові)
- Рельєф «Гоплана» (1887, віск).
- Гіпсова статуя «Слов'янин, що зриває пута» (1887, Національний музей у Кракові).
- Пам'ятник Феліції Боберській у костелі при львівському монастирі кармелітів (відкритий 1890).
- 8-метровий алегоричний фриз «Мистецтво і Промисловість» в залі засідань Галицької ощадної каси (1891, гіпс, поліхромія). Рельєф стилізований поліхромією під слонову кістку на золотому тлі. Зображено маленьких дітей, зайнятих різними ремеслами та видами мистецтв.
- 2-метрова скульптура Адама Міцкевича на фасаді школи на вулиці Театральній, 15 у Львові (1891).
- Картуші із зображеннями гербів Польщі, Литви і Русі на тріумфальних арках у Львові (1891).
- Друга теракотова версія скульптури «Смерть Вайделоти» виготовлена у Львові (1891).
- Бронзовий надгробок Володимира Барвінського на Личаківському цвинтарі. Працював над ним у 1889—1891, роках, практично без винагороди (коштів вистачило лише на матеріал). Перед встановленням експонувався у залі Державної промислової школи, що викликало велике зацікавлення і натовпи відвідувачів. Встановлений на могилі Барвінського 1892 року.
- Пам'ятник Міцкевичу в Ряшеві (відкритий 29 листопада 1892), знищений 1940, у 1986 встановлено його вільну копію авторства скульптора К. Бжузана.
- Погруддя Тараса Шевченка (1892, гіпс, львівська бібліотека ім. Стефаника), Здислава Мархвицького (1894-1895, бронза), Казимира Грохвицького (1894-1895, мармур).
- Портретні медальйони Міцкевича (1890), Гроттгера (1891), Семирадського (1893).
- «Вакханка, що кидає диск» (1893).
- Мармурова статуя Я. Круліковського[1] у фоє Великого театру у Варшаві (1893).
- Алегорична фігура «Вікторія» для тріумфальної арки у Львові (1894).
- Третя версія скульптури «Смерть Вайделоти», виготовлена у Відні (1894, гіпс, поліхромія, Львівська галерея мистецтв).
- Ювілейна медаль ректора Львівського університету Антонія Малецького виконана у Львові (1902 срібло, бронза).
- Погруддя Флоріана Земялковського (модель 1902 року у Львові, відлив у теракоті 1922).
- Пам'ятник письменнику Зигмунту Красінському на саркофазі в Опіногурі.[2]
- Пам'ятник польському ученому, графу Станіславу Борковському-Дуніну у львівському костелі святої Марії Магдалини[3].

## Нереалізовані проекти
- 1898 року перебуваючи у Відні, на замовлення Зигмунта Горголевського виконав ескіз скульптурної групи для фронтону Міського театру у Львові. Відмовився від подальшої реалізації через низький гонорар.
- Ескіз пам'ятника Шопену у Львові (1902).
- Конкурсний проект пам'ятника Анджеєві Потоцькому у Львові (1910). Здобув відзнаку журі.[4]